# Lust, Caution
Lust, Caution (en chino tradicional, 色，戒; pinyin, Sè, Jiè; jyutping, Sik1Gaai3) (Deseo, peligro, en España; Crimen y lujuria, en Argentina; Lujuria y traición, en México; Traición y lujuria, en Perú) es una película del 2007, dirigida por Ang Lee, protagonizada por Tang Wei, Lee-Hom Wang, Joan Chen y Tony Leung en los papeles principales. El guion está basado en la novela del mismo nombre de la escritora china Eileen Chang, publicada en 1979. Ang Lee ganó el León de Oro del Festival de Cine de Venecia en ese año, por este filme. 
La historia se desarrolla principalmente en Hong Kong en 1938 y en Shanghái en 1942, cuando fue ocupada por el ejército imperial japonés y gobernada por el gobierno títere, encabezado por Wang Jingwei. Representa a un grupo de estudiantes universitarios chinos de la Universidad de Lingnan que planean asesinar a un agente especial de alto rango y al reclutador del gobierno títere usando a una joven atractiva para atraerlo a una trampa. Se dice que está basado en la vida de Zheng Pingru.

## Argumento
Durante la Segunda Guerra Mundial, la universitaria Wong Chia Chi (Tang Wei), que participa en un grupo de teatro, conoce a Kuang Yu Min (Lee-Hom Wang) quien pertenece en la resistencia china y le propone fingir casarse con el señor Mak. Su intención es que tenga una amistad con la Sra. Yee (Joan Chen), esposa de un importante colaboracionista de los japoneses, el señor Yee (Tony Leung) y tratar de asesinar a este último pero antes Wong Chia-chi debe de convertirse en su amante.

## Reparto
- Tang Wei  - Wong Chia-chi / Señora Mak
- Tony Leung Chiu-Wai - Señor Yee
- Lee-Hom Wang - Kuang Yumin
- Joan Chen - Sra. Yee
- Tou Chung-Hua - Anciano Wu
- Chin Kar Lok - Oficial asistente Tsao
- Chu Chih-Ying  - Lai Xiujin
- Kao Ying-hsien  - Huang Lei
- Ko Yue-Lin  - Liang Junsheng
- Johnson Yuen  - Auyang Lingwen/Señor Mak
- Fan Kuang-Yao  - Secretario Chang
- Anupam Kher - Khalid Said ud-Din
- Shyam Pathak - Empleado de joyería
- Akiko Takeshita - Dueña de la taberna japonesa
- Hayato Fujiki - Coronel japonés Sato

## Comentarios
Ésta es la segunda película de Ang Lee, ganadora del León de Oro del Festival Internacional de Cine de Venecia.

## Premios

### Festival Internacional de Cine de Venecia
| Año  | Categoría                                 | Persona        | Resultado |
| ---- | ----------------------------------------- | -------------- | --------- |
| 2007 | León de Oro a la mejor película           | Ang Lee        | Ganadora  |
| 2007 | Osella a la mejor dirección de fotografía | Rodrigo Prieto | Ganadora  |

## Candidaturas

### Globos de Oro
| Año  | Categoría                          | Persona | Resultado |
| ---- | ---------------------------------- | ------- | --------- |
| 2008 | Mejor película de habla no inglesa | Ang Lee | Nominada  |

### Premios BAFTA
| Año  | Categoría                          | Persona | Resultado |
| ---- | ---------------------------------- | ------- | --------- |
| 2008 | Mejor película de habla no inglesa | Ang Lee | Nominada  |
| 2008 | Mejor diseño de vestuario          | Pan Lai | Nominada  |